# Samuel (biblisk person)
Samuel (Schemuel på hebreiska) är ett mansnamn som betyder "Gud hör bön".
Den bibliska personen Samuel fick enligt första Samuelsboken sitt namn eftersom hans mor, Hannah, fick honom efter att ha bett till Gud om en son. Samuel växte upp i templet i Shilo, som då var Israels huvudstad, och blev senare domare över Israel under den tid då israeliterna bekämpade filistéerna.
Samuel blev enligt Bibeln vald av Gud som språkrör mellan honom och människorna. Han hade också stor politisk makt och var också den som smorde Saul till Israels första konung. Samuel var domare i Israel enligt första Samuelsboken och den som smorde David till kung. Samuel begravdes enligt första Samuelsboken i Rama (Israel). Traditionellt har hans gravplats hedrats på platsen Nebi Samwil.